# Courteuil
Courteuil település Franciaországban, Oise megyében. Lakosainak száma 578 fő (2022. január 1.). Courteuil Aumont-en-Halatte, Apremont, Avilly-Saint-Léonard, Senlis és Vineuil-Saint-Firmin községekkel határos.

## Népesség
A település népességének változása:
| Lakosok száma | 627  | 624  | 657  | 602  | 586  | 569  | 568  | 573  | 578  |
|               | 2013 | 2015 | 2016 | 2017 | 2018 | 2019 | 2020 | 2021 | 2022 |